# Nina Sterckx
Nina Sterckx (Gante, 26 de julio de 2002) es una deportista belga que compite en halterofilia.
Ganó cuatro medallas en el Campeonato Europeo de Halterofilia entre los años 2021 y 2025. Participó en dos Juegos Olímpicos de Verano, en los años 2020 y 2024, ocupando el quinto lugar en Tokio 2020, en la categoría de 49 kg.

## Palmarés internacional
| Campeonato Europeo | Campeonato Europeo  | Campeonato Europeo | Campeonato Europeo |
| Año                | Lugar               | Medalla            | Categoría          |
| ------------------ | ------------------- | ------------------ | ------------------ |
| 2021               | Moscú (Rusia)       | Medalla de bronce  | 55 kg              |
| 2022               | Tirana (Albania)    | Medalla de bronce  | 55 kg              |
| 2023               | Ereván (Armenia)    | Medalla de plata   | 59 kg              |
| 2025               | Chisináu (Moldavia) | Medalla de plata   | 59 kg              |